# النور ممدلی
النور ممدلی (ترکی آذربایجانی: Elnur Məmmədli؛ زادهٔ ۲۹ ژوئن ۱۹۸۸) جودوکار اهل جمهوری آذربایجان است.
از افتخارات وی میتوان به کسب مدال طلا وزن ۷۳ کیلوگرم در بازی‌های المپیک تابستانی ۲۰۰۸ اشاره کرد.